# Harbour Island (Bahama's)
Harbour Island is een eiland en district van de Bahama's. Harbour Island telt ongeveer 1650 inwoners op 4 km². De hoofdplaats is Dunmore Town.